# Catherine Potter
La baronessa Catherine Courtney di Penwith, nata Potter (Gayton Hall, 4 aprile 1847 – Londra, 26 febbraio 1929), è stata una filantropa inglese.

## Biografia
Nata a Gayton Hall, Herefordshire, era la seconda figlia di Richard Potter, e di sua moglie, Lawrencina Heyworth, figlia di un mercante di Liverpool. Per lo più educata a casa da un tutore, ha brevemente frequentato un collegio femminile a Londra nel 1860. Non era considerata particolarmente intelligente o bella, e non sopportava le stagioni mondane e a socializzare con la classe superiore. Dopo il suo debutto, nel 1865, resistette ai tentativi dei suoi genitori di organizzarle un matrimonio.

## Filantropia
Nel 1875, dopo un anno particolarmente difficile, Kate lasciò la casa di famiglia e andò a Londra per entrare nelle attività di Octavia Hill e iniziò lavorare per la Charity Organization Society a Whitechapel, oltre a lavorare come organizzatrice dell'East End boys' clubs, prima di lavorare con Samuel Augustus Barnett e Henrietta Rowland nel loro lavoro filantropico. I suoi genitori disapprovavano la sua decisione, ma alla fine le concessero una piccola indennità.
Per i successivi otto anni lavorò presso St Jude's Church, a Kensington. La sua cordialità la resero popolare anche come amministratrice degli affitti e, alla fine, riuscì a convincere le sorelle Theresa e Beatrix ad unirsi a lei.

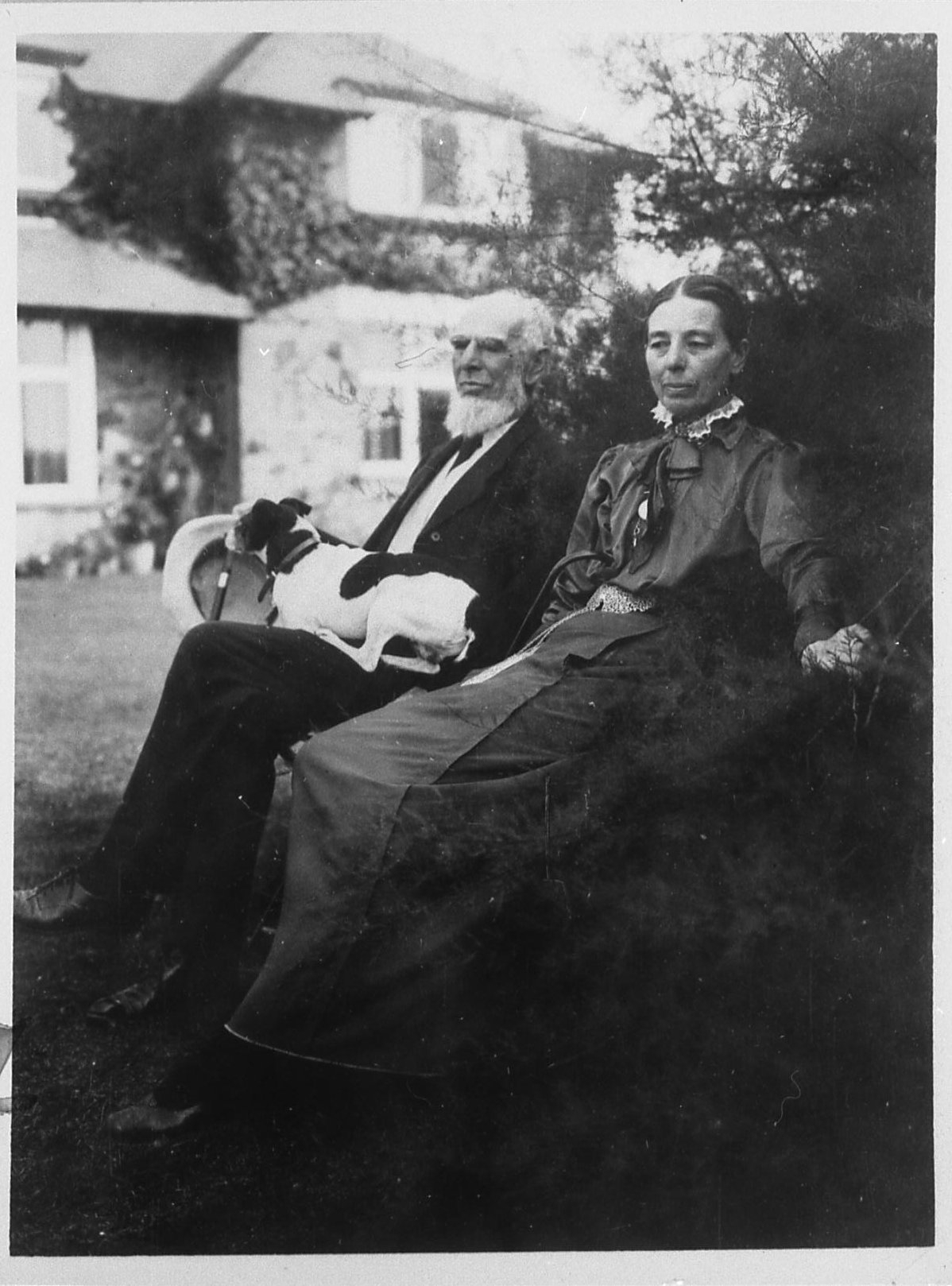
Lord e Lady Courtney nel 1916.

## Matrimonio
Catherine incontrò, durante una delle cene di Charles Booth, Leonard Courtney, nel 1880. Catherine e Courtney si sposarono il 15 marzo 1883. Nonostante le loro speranze di avere figli e all'operazione di fertilità a cui si era sottoposta nel 1888, la coppia non ebbe figli. Sotto l'influenza del marito, è diventata una suffragetta e una liberale unionista. Fondò il Comitato di conciliazione del Sud Africa nel 1899. Nel 1890, divenne la leader del Women's Liberal Unionist Association, ma rimase delusa dal suo conservatorismo e dell'imperialismo che si dimise dal comitato di associazione il 24 ottobre 1900.
I Courtney fecero una campagna per la pace nel mondo. Essi sono stati accusati di essere "pro boeri" durante la seconda guerra boera, ricevendo lettere di minaccia anonime, e Catherine è stata chiamata " pro-Hun ", dopo la prima guerra mondiale dal Daily Sketch. Ha sostenuto attivamente alla negoziazione alla fine delle due guerre, aderendo alla campagna dell'armistizio di Emily Hobhouse, e poi si unì con Jane Addams nei tentativi di negoziazione di pace durante la prima guerra mondiale, con l'aiuto delle nazioni neutrali.
Nel corso del 1901, ha informato il pubblico britannico delle condizioni all'interno dei campi di concentramento inglesi costruiti per le donne e i bambini boeri. Nel 1906, il marito è stato elevato al titolo nobiliare e divenne baronessa Courtney di Penwith. Lady Courtney difeso i "nemici innocenti" della prima guerra mondiale e ha partecipato alla fondazione di un comitato di emergenza per aiutare i civili tedeschi che vivevano in Gran Bretagna. Visitò i prigionieri di guerra tedeschi e pubblicizzò il lavoro dei suoi omologhi tedeschi a Berlino. Implorò, senza successo, il Segretario di Stato per gli affari interni per consentire ai civili tedeschi di restare in Gran Bretagna.
Quando lei e altre 180 donne inglesi è stato negato il permesso di recarsi a L'Aia per partecipare a una convocazione di pace, Lady Courtney chiese immediatamente l'aiuto del suo amico, il Lord Cancelliere, che accettò di intercedere presso il ministro Reginald McKenna. Il giorno dopo, telefonò a McKenna e gli assicurò il permesso per 24 donne, ma solo tre di loro furono in grado di partecipare.

## Morte
Lady Courtney rimase vedova nel maggio 1918. Nel mese di gennaio del 1919, ospitò la prima riunione del comitato di lotta alla carestia nella sua casa di Cheyne Walk. Insieme con il suo ex cognato, Lord Parmoor, Lady Courtney intraprese una campagna per porre fine al blocco della Germania. Morì a Chelsea, il 26 febbraio 1929 e fu sepolta a Chelsea Old Church.